# قتل در کلیسای جامع
قتل در کلیسای جامع نمایش‌نامه‌ای از تی. اس. الیوت است که ترور اسقف اعظم تامس بکت در کلیسای جامع کانتربری به سال ۱۱۷۰ را توصیف می‌کند، که نخستین بار در سال ۱۹۳۵ اجرا شد. تامس بکت توسط پادشاه هنری دوم به منصب سراسقفی کلیسای کنتربری می‌رسد. پادشاه که امید داشت دوست نزدیکش در تحت تسلط درآوردن کلیسا به او کمک برساند، پس از هشت سال کشمکش، چهار شوالیه را برای قتل بکت به کلیسا می‌فرستد و اسقف اعظم در کلیسا کشته می‌شود.
این نمایشنامه با نام جنایت در کلیسا به قلمِ فرهاد ناظرزاده کرمانی به زبان فارسی ترجمه و همراه با تحلیل و تفسیر به چاپ رسیده است.